# فاسيل كوبين
فاسيل كوبين (بالأوكرانية: Кобін Василь Васильович)‏ (24 مايو 1985 في أوكرانيا - ) هو لاعب كرة قدم أوكراني في مركز الدفاع. شارك مع منتخب أوكرانيا تحت 21 سنة لكرة القدم ومنتخب أوكرانيا لكرة القدم. أما مع النوادي، فقد لعب مع شاختيور سوليجورسك ونادي توبول ونادي شاختار دونيتسك ونادي كارباتي لفيف ونادي ميتاليست خاركيف وفيريس ريفني ‏ وهوفيرلا أوجهورود ‏.

## وصلات خارجية
- فاسيل كوبين على موقع الاتحاد الأوربي (الإنجليزية)
- فاسيل كوبين على موقع اتحاد أوكرانيا (الإنجليزية)
- فاسيل كوبين على موقع قاعدة بيانات كرة القدم.إي يو (الإنجليزية)
- فاسيل كوبين على موقع ناشيونال فوتبول تيمز (الإنجليزية)
- فاسيل كوبين على موقع Soccerway.com (الإنجليزية)
- فاسيل كوبين على موقع عالم كرة القدم.نت (الإنجليزية)
- فاسيل كوبين على موقع AS.com (الإسبانية)